# Schizopetaleae
Schizopetaleae es una tribu de plantas pertenecientes a la familia Brassicaceae. El género tipo es Schizopetalon Sims

## Géneros
Según GRIN
- Mathewsia Hook. & Arn.
- Perreymondia Barnéoud = Schizopetalon Sims
- Schizopetalon Sims

Según NCBI
- Caulanthus
- Mathewsia
- Schizopetalon
- Sibaropsis
- Streptanthella
- Werdermannia